# Зуцаєва Хадіжат
Хадіжат Зуца́єва (нар. 25 серпня 1955, Івановка) — чеченська поетеса, перекладачка; член Спілки письменників Чечні з 2006 року.

## Біографія
Народилася 25 серпня 1955 року в селі Івановці Карагандинської області Казахської РСР СРСР. Середню школу закінчила у селі Надтеречному у Чечено-Інгуській АРСР. У 1980 році закінчила Грознененське культурно-освітнє училище, після чого 15 років працювала бібліотекарем. Нині — на творчій роботі.

## Творчість
Вірші почала друкувати у районній газеті у 1990 році. З 2000 року друкувалася у журналах «Орга», «Вайнах». У 2006 році журнал «Вайнах» за перше місце у конкурсі присудив премію в номінації «Поезєх тоьлла говзарш яз'ярна».
Переклала чеченською мовою окремі твори Пабло Неруди, Арії Елксне, Анни Ахматової. 
До 190-річчя від дня народження Тараса Шевченка у № 3 за 2004 рік журналу «Орга» в її перекладі опубліковані вірші «Заворожи мені, волхве…», «Не завидуй багатому…», «В неволі тяжко, хоча й волі…», «Мені однаково, чи буду…», «Мій Боже милий, знову лихо…» та інші. 
Автограф її перекладу поеми «Кавказ» (2008) зберігається у фондах Національного музею Тараса Шевченка у Києві.